# Alpina chaonaria
Alpina chaonaria är en fjärilsart som beskrevs av Freyer 1828. Alpina chaonaria ingår i släktet Alpina och familjen mätare. Inga underarter finns listade i Catalogue of Life.